# 1221

## Události
Vyhlášení privilegií pro pražské biskupství.
Snahy biskupa Ondřeje o emancipaci církve, tj. o její samostatnost vzhledem k světské moci, slavil po šestileté snaze určitý úspěch – Přemysl Otakar I. v tzv. konkordátu pražském a o rok později v tzv. imunitním privilegiu vyhlásil imunitu církevních statků (tj právo vlastnit půdu včetně poddaných) – tím se církev stala stavem.

## Narození
- 9. října – Salimbene z Parmy, italský kronikář († 1290)
- 23. listopadu – Alfons X. Kastilský, král Kastílie a Leónu († 4. dubna 1284)
- ? – Markéta Provensálská, francouzská královna († 20. prosince 1295)

## Úmrtí
- 18. února – Dětřich Míšeňský, míšeňský a lužický markrabě (* 1162)
- 24. února – Alix z Montmorency, manželka Simona IV. z Montfortu (* 1173)
- 27. března – Berengarie Portugalská, dánská královna (* asi 1195)
- 6. srpen – Dominik de Guzmán (* asi 1170)
- 21. října – Alice z Thouars, bretaňská vévodkyně (* 5. září 1201)

## Hlava státu
- České království – Přemysl Otakar I.
- Svatá říše římská – Fridrich II.
- Papež – Honorius III.
- Anglické království – Jindřich III. Plantagenet
- Francouzské království – Filip II. August
- Polské knížectví – Lešek I. Bílý
- Uherské království – Ondřej II.
- Latinské císařství – Robert I.
- Nikájské císařství – Theodoros I. Laskaris